# كيرك كولينز
كيرك كولينز (بالإنجليزية: Kirk Collins) هو لاعب كرة قدم أمريكية أمريكي، ولد في 18 يوليو 1958 في سان أنطونيو في الولايات المتحدة، وتوفي في 22 فبراير 1984 في آناهايم في الولايات المتحدة.

## وصلات خارجية
- كيرك كولينز على موقع مرجع كرة القدم المحترفة.كوم (الإنجليزية)